# 飯野美紗子
飯野 美紗子（いいの みさこ、1996年8月22日 - ）は、日本の女性声優、女優。長野県松本市出身。フリーランス (メーク株式会社と業務提携)。声優ユニット「NOW ON AIR」の元リーダーで、メンバーカラーは紫。

## 来歴
幼稚園のころは「声を使った仕事に就きたい」と思い、アナウンサーを目指していた。
小学6年生の時の卒業アルバムには「歌手になる」と書いてあった。テレビアニメ『BLEACH』が好きで、その主題歌の『Rolling star』を歌っていたYUIに憧れており、かっこいい歌手になりたかったという。『ハレ晴レユカイ』、『もってけ!セーラーふく』の踊りを皆で覚えて、昼休みに教室で踊っていたという。
声優に興味を持つきっかけになったのは『Angel Beats!』で天使役の花澤香菜の演技をみて号泣し、劇中にバンドが登場する場面、挿入歌も全部好きだった。『ローゼンメイデン』も好きで、ALI PROJECTに熱中していたという。
高校1年生の時から、アニソン歌手、声優を目指して色々なオーディションを受けていたが、全部、最終審査で落選することを繰り返していた。その時に「決定的になにかが足りないからじゃないか」と思い悩んでいたため、10代のうちにデビューできないなら断念して、長野に帰郷して、「アナウンサーを目指そう」と思っていたという。
「上京して大学生になってから、ハタチの区切りで最後にがんばろう」、「ギリギリ20才になる前に結果が出るこのオーディションを見つけて、ラストチャンスだ」と決めて、「歌手としてデビューもできるし、賭けてみよう！」と思い、2016年に、東北新社とCSファミリー劇場による「キミコエ・オーディション」の第1弾オーディションにおいて、約3000人の応募者から6人の合格者のうちの1人となる。合格者6人によって結成された声優ユニット「NOW ON AIR」のメンバーとして活動を始め、飯野はリーダーを務めた。メンバー全員が主要キャラクターとして出演し、本格的な声優デビュー作となった2017年8月25日公開の劇場アニメ『きみの声をとどけたい』では浜須賀夕役を担当した。
2019年に青山学院大学を卒業。
2020年7月22日よりメディアミックス企画『Cheer球部!』で古村伊織役を務め、メインキャスト10名による声優ユニット「Qace」のメンバーとしても活動していた。
2022年9月30日付でオフィスPACを退所し、フリーとなる。同年12月1日よりメーク株式会社と業務提携。
2023年12月2日、レギュラーラジオ番組『翔べ!FRI-TAG!!』で共演するバカボン鬼塚が「洒暮 門」名義でサウンドプロデュースを担当したアルバム『彩 -irodori-』をリリースし、「イノミサコ」名義でソロアーティストデビューを果たした。
2024年8月23日、レギュラー出演ラジオ番組『翔べ!FRI-TAG!!』冒頭で、一般男性との結婚を発表。

## 人物
趣味は料理、特技はダブルダッチ。大食いで早食い。

## 出演
太字はメインキャラクター。

### テレビアニメ
- 牙狼〈GARO〉-VANISHING LINE-（2018年、ウェイトレス）
- ノー・ガンズ・ライフ（2019年、娘、少年）[15]
- 啄木鳥探偵處（2020年、男の子[16]）
- トライブナイン（2022年、花魁）

### 劇場アニメ
- きみの声をとどけたい（2017年、浜須賀夕[8]）
- 薄墨桜 -GARO-（2018年、母親）

### Webアニメ
- あの日の心をとらえて（2019年、YouTube）[17][18]

### ゲーム
- FOX -Flame of Xenocide-（2018年、ジェナ）
- ファイナルファンタジーVII リメイク（2020年）[19]
- グーニャファイター（2020年、サラ[20]）
- 装甲娘 ミゼレムクライシス（2020年、K・アーサー〈コンゴウヒノ〉）[21]
- 新すばらしきこのせかい（2021年）[22]

### 吹き替え
2017年
- チェンナイ・エクスプレス ～愛と勇気のヒーロー参上～（7月29日）
- クリミナル・マインド・シーズン11 FBI行動分析課

2019年
- パトリック・メルローズ
- FAMOUS IN LOVE
- ビート -心を解き放て-
- クリミナル・マインド・シーズン14 FBI行動分析課 - #13

2020年
- NCIS:ニューオーリンズ シーズン5 - #9
- ザ・ストレンジャー - ライアン役ほか
- ハイスクール・ミュージカル:ザ・ミュージカル
- クリミナル・マインド15 FBI行動分析課 ザ・ファイナル
- Julie and the Phantoms - キャリー
- シットコム大運動会（アシュリー・ガルシア:パサデナ2020）- ブルック

2021年
- 秘密のまほう管理局
- ファースト・デイ わたしはハナ！- イザベラ

#### アニメ
- OLOBOB TOP/オロボブトップ（2018年）
- ラッキー 世界イチ運が悪い少年と幸運の金貨（2021年）[35]
- オクトノーツと火のリング（2020年）[36]

### テレビドラマ
- ハルとアオのお弁当箱 - #4（2020年11月2日、BSテレ東）[37]

### テレビ
- 天才てれびくんYOU（2018年10月11日、NHK Eテレ） - 銀盤の妖精 役
- ふるさとライブ（2023年1月18日 -、NBS長野放送） - リポーター
- HOT情報（2023年1月27日 -、SBC信越放送） - リポーター
- 暮らしのターミナル（2013年4月17日 -、NBS長野放送）
- い～の！レイクリゾート（2023年3月18日 -、NBS長野放送）[38]

### 舞台・ミュージカル
- アリスインプロジェクト「続・魔銃ドナー〜アーティフィシャル ダイアリシス〜[39]」（2018年4月11日 ‐ 15日、新宿村LIVE）‐ 真島久遠 役
- 第5回 東出有貴プロデュース「君の中に眠るVampire」(2018年8月29日 - 31日、高円寺・座・高円寺2) - リーア／ルイ 役
- 小川細川企画 第2回公演「くるおしき綾、絢爛なれ。」（2019年2月27日 - 3月3日、シアターKASSAI）‐ お仙 役[40]
- 滝本祥生ドラマリーディング企画『真夏の雪』（2019年3月29日 - 3月31日、ARENA 下北沢／2019年4月12日 - 4月13日、犀の角シアター）‐ 田中美夏 役[41]
- 東京少年少女（2020年2月21日 - 2月23日、渋谷区文化総合センター大和田「さくらホール」）- 早坂葵 役[42]
- Team BareboAt 実験公演 vol.1『囁きの花束 2021 -healing reading live-』（2021年3月7日、代官山豆風ライブハウス・晴れたら空に豆まいて）- 咲、さくら、潤也 役[43][44]

### イベント・ライブ
- アリスインプロジェクト「続・魔銃ドナー〜アーティフィシャル ダイアリシス〜[39]」握手会つきチケット販売イベント（2018年3月31日、池袋Acrovision）
- 飯野美紗子 BIRTHDAY LIVE（2023年8月20日、松本市・ミュージックコートHANA）

### ラジオ
FM長野
- ラジモ!（2018年4月2日 - 2020年9月28日）- ※月曜日パーソナリティ
  - ラジモ! FM長野開局30周年記念・出張公開生放送第二弾（2018年9月24日、長野県長野市・インテリアハウスミヤザワ）
- clap!（2018年12月28日） - コメント出演[45]
- 翔べ!FRI-TAG!!（2022年4月1日 - ）
- MAGIC HOUR（2023年4月4日 - ） ※火曜日パーソナリティ

### Web配信番組
- キャラボで遊ぼ 声優ゲーム女子会〜シャドウバース編〜（2021年、ファミリー劇場CLUB） - MC[46][47]

### イベントMC
- お城EXPO2017（2017年12月22日 - 24日、パシフィコ横浜・会議センター）- メインステージMC
- 牙狼-VANISHING LINE- DVD/BD BOX1 発売記念イベント（第2部）（2018年3月14日、シアターカフェ＆ダイニングSTORIA）- 進行MC
- 第10回白樺湖駅伝大会 前夜祭（2020年5月30日、白樺リゾート池の平ホテル）- アシスタントMC ※4月6日に開催中止を発表[48]

### 外部コンサート･ライヴ
- 「広瀬香美25th debut anniversary winter tour 2017 〜プレイリストをどうぞ with 日本センチュリー交響楽団（東京公演）」（2017年1月22日、東京オペラシティ）合唱団メンバー参加
- 「君の中に眠るVampire」SPECIAL LIVE（2018年9月1日、高円寺HIGH） - ※2部構成

### その他コンテンツ
- Cheer球部!（2020年 - 2022年、古村伊織）[49]
- うえだみなみ乳児院 出張授業（2021年4月2日、YouTube）- パーシー[50]
- 信州なかの魅力発信Lab（2021年、YouTube）- 信州なかの[51][52]
- 焼きたて屋のCMソング[53]

## ディスコグラフィ

### アルバム
「イノミサコ」名義
|     | 発売日        | タイトル     | 曲目 | レーベル  | 備考                                        |
| --- | ------------- | ------------ | --- | --------- | ------------------------------------------- |
| 1st | 2023年12月2日 | 彩 -irodori- | 1. 出発 2. Rainy Yesterday 3. ゴキゲンステップ 4. 金色の街 銀色の風 5. memory 6. おはなし 7. 歩み 8. my Story 9. ミルク色の雨 10. ありがとうのうた                 | BLUE BEAT | 洒暮 門 (バカボン鬼塚) サウンドプロデュース |
| 2nd | 2025年6月1日  | SOUNDSCAPE   | 1. 魔法の声 2. 快晴 3. おさんぽ 4. この街に 5. 灯 6. ばかなひと 7. ととのう 8. ティータイム 9. 八十八の幸せ 10. ハルチカ 11. とある渚の1ページ 12. なから からから | BLUE BEAT | 洒暮 門 (バカボン鬼塚) サウンドプロデュース |

### キャラクターソング
| 発売日         | 商品名                                                                                          | 歌                     | 楽曲                         | 備考                  |
| -------------- | ----------------------------------------------------------------------------------------------- | ---------------------- | ---------------------------- | --------------------- |
| 2020年11月25日 | HIT&CHEER!                                                                                      | Cheer球部！            | 「HIT&CHEER!」               | 『Cheer球部！』関連曲 |
| 2021年3月31日  | ダイヤみたいなGLORY DAYS                                                                        | Qace                   | 「ダイヤみたいなGLORY DAYS」 | 『Cheer球部！』関連曲 |
| 2021年9月29日  | Power of Voice/輝きはここにある                                                                 | Qace                   | 「Power of Voice」           | 『Cheer球部！』関連曲 |
| 2021年9月29日  | Power of Voice/輝きはここにある                                                                 | 古村伊織（飯野美紗子） | 「イッツショータイム！」     | 『Cheer球部！』関連曲 |
| 2021年12月22日 | Cheer球部！ユニットミニアルバム                                                                 | ラピスラズリ           | 「Deep Blue Moon」           | 『Cheer球部！』関連曲 |
| 2022年3月30日  | Cheer球部！トップオブダイヤモンド 2nd Battle CD「薄紅のカノン / アーティスティック☆ドリーマー」 | Qace                   | 「薄紅のカノン」             | 『Cheer球部！』関連曲 |

### その他参加作品
| 発売日        | 商品名                                   | 歌                                   | 楽曲                                             | 備考                               |
| ------------- | ---------------------------------------- | ------------------------------------ | ------------------------------------------------ | ---------------------------------- |
| 2018年8月29日 | 君の中に眠るVampire 〜Music collection〜 | 「君の中に眠るVampire」ALL CAST      | 「Vampire」 「START UP」 「HOLY NIGHT」 「約束」 | 舞台『君の中に眠るVampire』劇中歌  |
| 2020年5月13日 | EARPLAY 〜REBIRTH 2〜【初回生産限定盤】  | ミュージカル『東京少年少女』キャスト | 「東京少年少女」                                 | ミュージカル『東京少年少女』劇中歌 |

### ユニットメンバー
1. 1 2  援川千明（伊藤梨花子）、春原珠希（田中有紀）、水城アリサ（須藤叶希）、古村伊織（飯野美紗子）、川端華（鈴木陽斗実）、長宮小町（神戸光歩）、真田歩（片平美那）、入野沢さくら（岩淵桃音）、山科ほたる（古川未央那）、瑞野磨子（藍本あみ）
2. 1 2  援川千明（伊藤梨花子）、春原珠希（田中有紀）、水城アリサ（須藤叶希）、古村伊織（飯野美紗子）、川端華（戸張琴子）、長宮小町（神戸光歩）、真田歩（片平美那）、入野沢さくら（逢来りん）、山科ほたる（古川未央那）、瑞野磨子（藍本あみ）
3. ↑  水城アリサ（須藤叶希）、古村伊織（飯野美紗子）、山科ほたる（古川未央那）
4. ↑  飯野美紗子、澤田瑞希、北條響、山田清美、中原櫻乃、菊池愛、下田萌恵子、植木彩乃、舟木健、趙京來、飯田悠太、上森真琴、石川鈴菜、出口羽藍、さなえまん